# Bearn Bilker
Bearn Bilker (12 december 1952 te Marrum)  is een Nederlands politicus en oud-burgemeester voor het CDA.

## Politieke carrière
Hij begon zijn politieke carrière als gemeenteraadslid en wethouder in Leeuwarden. Als wethouder heeft hij de vernieuwing van de Leeuwarder Vegelinbuurt bevorderd. In 2001 werd hij benoemd tot burgemeester van de gemeente Kollumerland en Nieuwkruisland, die op 1 januari 2019 opging in de gemeente Noardeast-Fryslân.

## Wetenswaardigheden
Naast zijn politieke loopbaan is Bilker bekend om een aantal andere zaken:
- Bilker geldt als een kenner van de Oranjes. Hij is voorzitter van de stichting Nassau en Friesland. In 2007 kwam hij in het nieuws omdat hij een echtpaar ontmaskerde dat zich ten onrechte uitgaf voor prins en prinses.[1]
- en is oud-voorzitter van de stichting Staten en Stinzen
- en van de stichting Organum Frisicum
- Bilker is ook voorzitter geweest van het bestuur van de Friestalige theatergroep Tryater (1996-2002, van 2002 tot 2012 voorzitter)

## Persoonlijk leven
Op 28 juli 2010 overleed zijn echtgenote, mevrouw Magda Bilker - Jellema, op 64-jarige leeftijd. Op 12 december, bij zijn afscheid van de gemeente Kollumerland en Nieuwkruisland, ontving hij de erepenning van deze gemeente namens de gemeenteraad.
- International Standard Name Identifier: 0000 0003 8748 2809
- Nederlandse Thesaurus van Auteursnamen: 069268037
- Virtual International Authority File: 280421547
- WorldCat: E39PBJfrKkj679G9VKjWVchyh3